# Giōrgos Kazantzīs
Giōrgos Kazantzīs (in greco: Γιώργος Καζαντζής; 6 febbraio 1979) è un ex calciatore greco, di ruolo attaccante.

## Carriera

### Club
Ha giocato nella prima divisione greca.

### Nazionale
Ha partecipato agli Europei Under-21 del 2002.